# Manganit
Manganit (Haidinger, 1827), chemický vzorec Mn3+O(OH), je jednoklonný minerál. Název odvozen od chemického složení.

## Původ
Minerál nízkoteplotní fáze hydrotermálních rudních žil. Nejčastěji sedimentárního původu, vzniká za nízkých teplot v prostředí chudém na kyslík (manganové konkrece v hlubinách Tichého, Atlantského a Indického oceánu).

## Morfologie

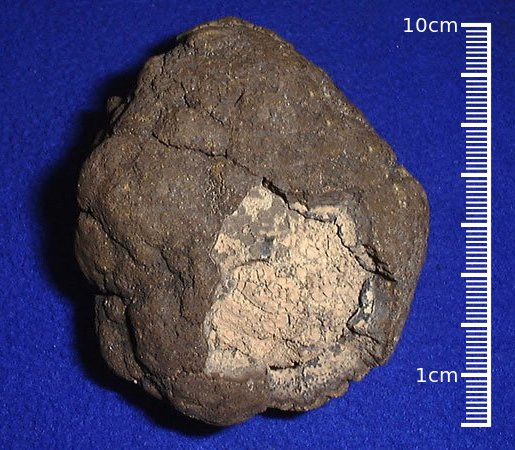
Manganová konkrece

Krystaly prizmatické, jehličkovité, vertikálně rýhované. Dobře vyvinuté krystaly (mohou mít délku až 7,5 cm) se vyskytují vzácně. Častější jsou zrnité, zemité, jehličkovité a paprsčité agregáty, dále náteky a konkrece

## Vlastnosti
- Fyzikální vlastnosti: Tvrdost 4, křehký, hustota 4,3 g/cm³, štěpnost dokonalá podle {010},[1] dobrá podle {110} a {001}, lom nerovný.
- Optické vlastnosti: Barva černá až černošedá, šedá, hnědočerná, vryp červenohnědý až černý, lesk polokovový až matný, průhlednost: opakní. Tvrdost 4, štěpnost dokonalá, lom nerovný až lasturnatý, morfologie dlouze až krátce sloupcovité krystaly, jehlicovité a zemité agregáty, zrnitý, kusovitý[2]
- Chemické vlastnosti: Složení: Mn 62,47 %, H 1,15 %, O 36,39 %, běžné příměsi Fe, Ba, Pb, Cu, Al, Ca. Rozpustný v HCl. Před dmuchavkou se netaví.

## Podobné minerály
- antimonit

## Parageneze
- baryt, kalcit, hematit, braunit, hausmannit aj.

## Využití
Jedna z hlavních manganových rud.

## Naleziště
Častý minerál.
- Česko – Horní Blatná, Přední Arnoštov
- Slovensko – Čučma, Švábovce, Kišovce
- Německo – Oberwolfach
- Velká Británie – Cornwall
- Kanada – Birdeville
- a další.